# Brunswick (Nebraska)
Brunswick és una població dels Estats Units a l'estat de Nebraska. Segons el cens del 2000 tenia 179 habitants.

## Demografia
Segons el cens del 2000, Brunswick tenia 179 habitants, 71 habitatges, i 47 famílies. La densitat de població era de 117,1 habitants per km².
Dels 71 habitatges en un 31% hi vivien nens de menys de 18 anys, en un 60,6% hi vivien parelles casades, en un 4,2% dones solteres, i en un 32,4% no eren unitats familiars. En el 32,4% dels habitatges hi vivien persones soles el 21,1% de les quals corresponia a persones de 65 anys o més que vivien soles. El nombre mitjà de persones vivint en cada habitatge era de 2,52 i el nombre mitjà de persones que vivien en cada família era de 3,17.
Per edats la població es repartia de la següent manera: un 29,6% tenia menys de 18 anys, un 4,5% entre 18 i 24, un 20,7% entre 25 i 44, un 25,1% de 45 a 60 i un 20,1% 65 anys o més.
L'edat mediana era de 42 anys. Per cada 100 dones de 18 o més anys hi havia 90,9 homes.
La renda mediana per habitatge era de 23.750 $ i la renda mediana per família de 33.438 $. Els homes tenien una renda mediana de 30.625 $ mentre que les dones 6.250 $. La renda per capita de la població era de 16.159 $. Aproximadament el 20,8% de les famílies i el 25,3% de la població estaven per davall del llindar de pobresa.

## Poblacions més properes
El següent diagrama mostra les poblacions més properes.